# Stommeln
Stommeln is een plaats in de Duitse gemeente Pulheim, deelstaat Noordrijn-Westfalen, en telt 8157 inwoners (2007). Het dorp is in het jaar 962 voor het eerst vermeld.
Stommeln is een voornamelijk agrarisch dorp zonder noemenswaardige industrie. De Stommeler Bach, die vroeger midden door het dorp liep, is in de jaren 50 van de twintigste eeuw gekanaliseerd en loopt nu ondergronds. Door bruinkoolwinning traden regelmatig overstromingen op. Tegenwoordig staat de beek het grootste deel van het jaar vrijwel droog.
In Stommeln bevinden zich enkele monumenten, waaronder een windmolen, twee kerken en een synagoge. De in 1882 gebouwde synagoge werd in 1937 door de joodse gemeenschap als schuur verkocht aan de eigenaar van de naastgelegen boerderij, waardoor werd voorkomen dat hij in 1938 door de SA in brand werd gestoken. Tegenwoordig doet de synagoge dienst als expositieruimte. Het is tevens een gedenkteken voor de joodse gemeenschap van Stommeln.
Stommeln is de geboorteplaats van de zalige Christina von Stommeln, die vermoedelijk op 24 juli 1242 in het dorp geboren is.

## Foto's

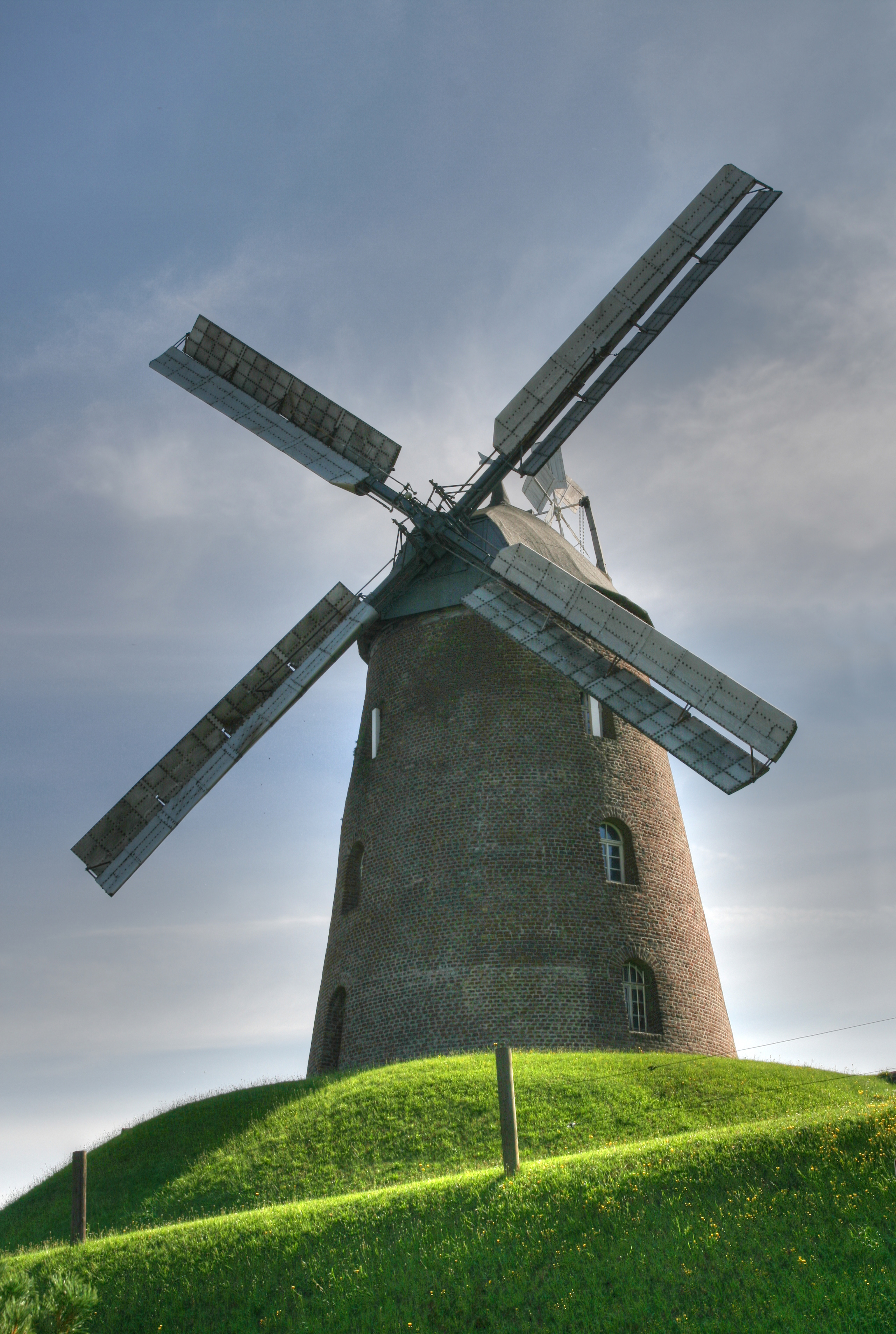
windmolen
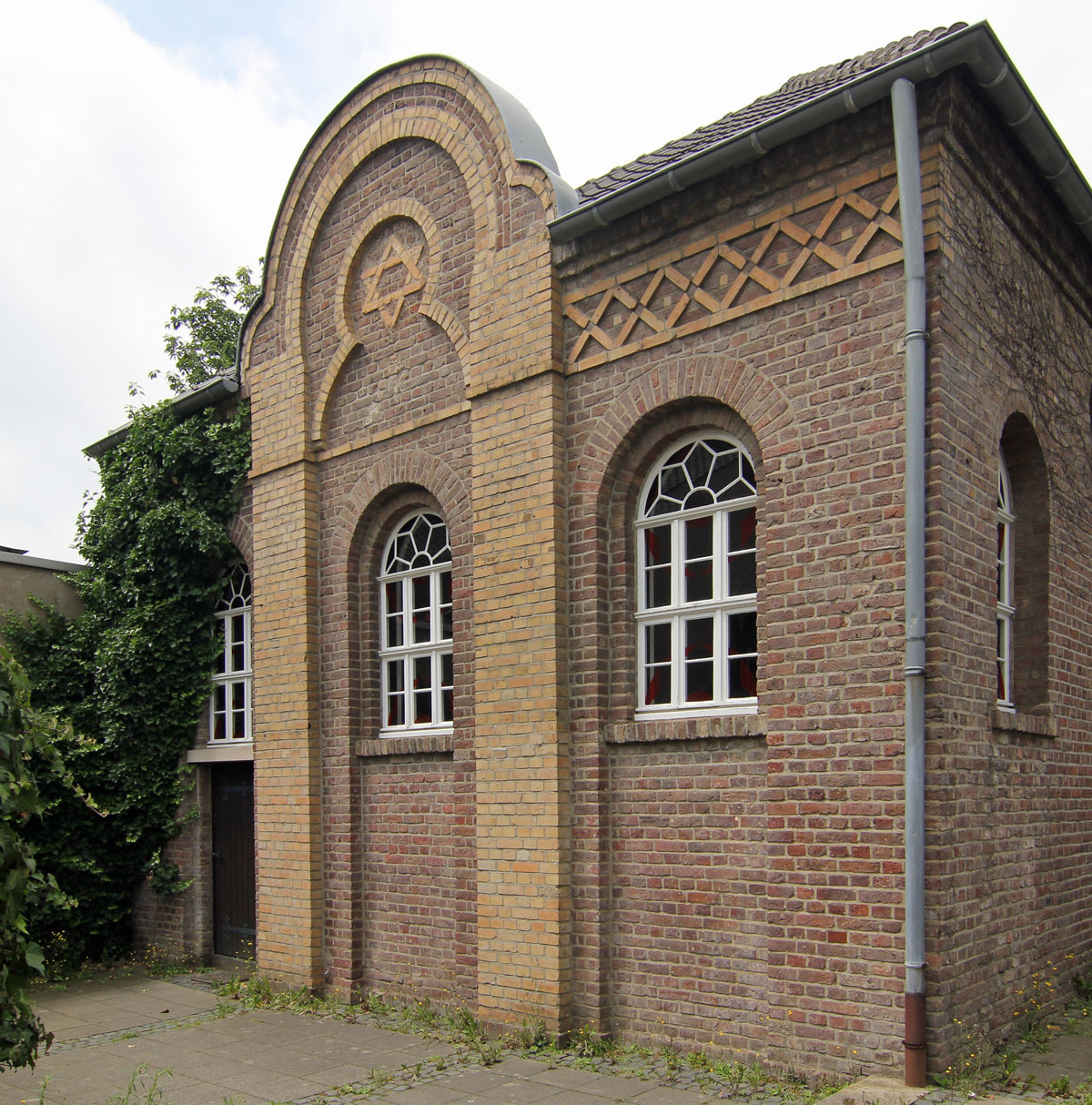
Synagoge